# Dawn
A Dawn (magyarul: hajnal) a Discovery-program kilencedik űrszondája, amely a két legnagyobb aszteroidát, a Cerest és a Vestát vizsgálja. Ez volt az első űrszonda, amely pályára állt egy törpebolygó körül. A programot eredetileg 2001 decemberében hagyták jóvá. A NASA 2006-ban pénzügyi és technikai okokra hivatkozva először a start halasztásáról döntött, majd a költségek megugrása miatt az egész program végveszélybe került. Végül mégis a kivitelezés mellett döntöttek.
Ez volt az első olyan küldetés, amiben egy űreszköz a Föld-Hold pároson kívül két másik égi objektum körül keringett a Naprendszerben. A 2011-es és 2012-es évben 14 hónapig keringett a Vesta körül, a Cereshez 2015. március 6-án érkezett.
Az űrszonda hidrazin üzemanyaga elfogyott, így antennáját nem tudja többé a Föld felé irányítani. A küldetést 2018. október 31-én befejezettnek nyilvánították. Az űrszonda még 20-50 évig a Ceres körül kering.

## Küldetés

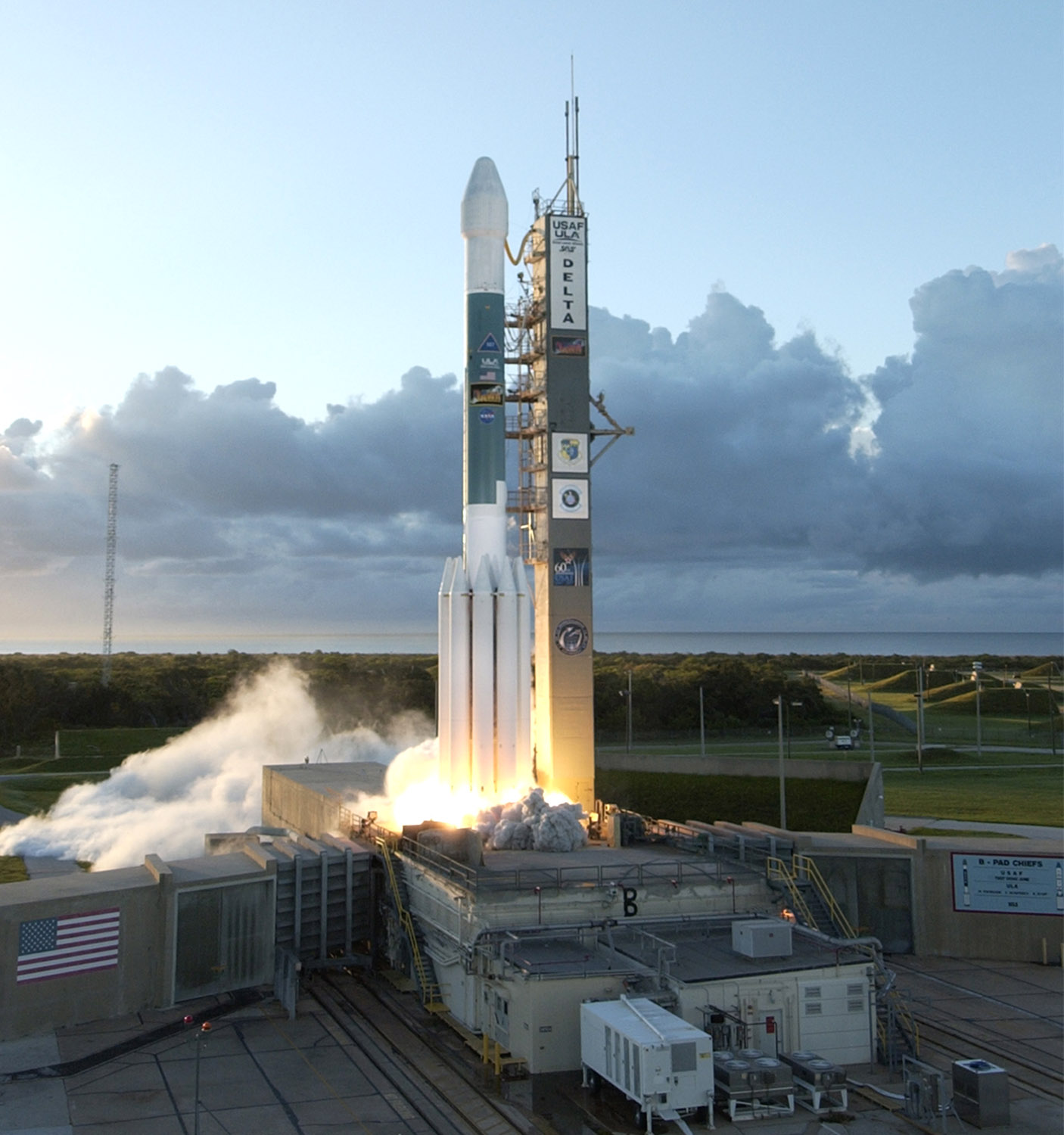
A Dawn indítása

A Dawn 2007. szeptember 27-én Delta II rakétával indult a Kennedy Űrközpontból. 2009. február 18-án gravitációs hintamanővert hajtott végre a Mars mellett.
2011. július 16-án megközelítette és pályára állt a Vesta kisbolygó körül. A pályára állás előtti fékezés a szonda ionhajtóműve segítségével már napok óta folyamatosan tartott, ami alatt az űreszköz nem tudott kommunikálni a földi irányítókkal, mivel antennája rossz irányban állt.
A Dawn egy éven keresztül közelről vizsgálta a Vestát, majd 2012. augusztus 5-én továbbindult következő célpontja, a Ceres törpebolygó felé. 2015. februárban pályára állt a Ceres körül, ahol az első küldetés végének dátuma 2016. június 30.

## Műszerek
- The Framing Camera: fényképezőgép. Feladata a felszín fényképezése és a navigáció segítése a Vesta és a Ceres közelében. Kettő darab, teljesen azonos, de egymástól fizikailag teljesen elválasztott kameráról van szó azonos optikával, elektronikával és felépítéssel. Refraktív optikai rendszerük jellemzői: f/7.5, fókusztávolsága 150 mm, 5,5° x 5,5°-os látómező, hét darab színszűrő (ezekkel főleg a Vesta feltételezett ásványait tanulmányozzák a 430, 550, 650, 750, 830, 920 és 980 nm körüli hullámhossz-tartományokban ) és egy darab, a 400-1050 nm-es tartományban áteresztő széles sávú szűrő. A kamerák a közeli infravörös tartományt is érzékelik. A képet egy Atmel 1024×024 pixelből álló CCD detektor veszi fel. (Egy pixel mérete 14×14 μm.) Mindkét kamera 8 gigabit belső memóriával rendelkezik. A németországi Max Planck Intézet Naprendszerkutató részlege felelős a kamerák megtervezéséért és elkészíttetéséért, amihez segítséget nyújtott a német űrkutatási központ[7] bolygókutató intézete, és a Braunschweigi Műszaki Egyetem számítógépes hálózatokkal foglalkozó intézete. A kamerák optikai kalibrációját a Budapesti Műszaki és Gazdaságtudományi Egyetem kutatói végezték.[8]
- Gamma Ray and Neutron Detector (gammasugár- és neutronérzékelő): a Vesta és a Ceres kémiai felépítését vizsgálják vele. 21 érzékelő méri egy égitest által kibocsátott vagy onnan visszaverődő gamma-, illetve neutronsugárzást. Mindkét sugárzás árulkodik a felszín kémiai összetételéről, 1 méteres mélységig. A műszert a Los Alamos National Laboratory (Los Alamos) fejlesztette ki.
- Visible and Infrared Mapping Spectrometer (látható fényes és infravörös térképező spektrométer): a fényerősséget méri minden egyes képpontra 400 különböző hullámhosszon. A két égitest felszíni ásványai határozhatók meg vele. 6 gigabit belső memóriával rendelkezik, ami redundáns módon 3 gigabit adat tárolására alkalmas. A spektrométert az olasz űrügynökség[9] biztosította, a Galileo Avionica tervezte és építette, együttműködve az olasz nemzeti asztrofizikai intézettel.[10]

A Dawn ezeken kívül még a kommunikációra használt rádiót is felhasználja tudományos mérésekre. A Vesta és a Ceres körül keringve a jelek megváltozásából az égitestek gravitációs mezejéről és ezáltal a belső felépítéséről lehet képet kapni.
forrás: Dawn Scientific Instruments